# Phalaenopsis mariae
Phalaenopsis mariae — эпифитное травянистое растение семейства Орхидные.
Вид не имеет устоявшегося русского названия, в русскоязычных источниках используется научное название Phalaenopsis mariae.

## Синонимы
- Polychilos mariae (Burb.) Shim, 1982

## Биологическое описание
Моноподиальный эпифит средних размеров. 

Корни длинные, ветвящиеся, гладкие. 

Стебель укороченный, скрыт основаниями листьев. 

Листья мясистые, тёмно-зелёные, блестящие, продолговато-овальные. Длиной около 30 см, шириной 5-8 см. 

Цветонос многолетний, короче или равен длине листьев, поникающий, простой или ветвящийся. Цветение револьверное, поэтому цветение может продолжаться до нескольких месяцев. 

Цветки диаметром 4-5 см, звездчатые, восковой текстуры, слабо-ароматные. Лепестки кремово-белые, иногда желтоватые или с зелёным оттенком с широкими поперечными пятнами желтовато-коричневого или красно-коричневого цвета. Губа сиреневая с белой окантовкой.

## Ареал, экологические особенности
Филиппины (Миндоро, Минданао, Лузон, Сулу) и западная часть Борнео. 

Во влажных вечнозеленых горных лесах на высотах до 600 метров над уровнем моря. На стволах и ветвях деревьев. 
Пик цветения весна и лето, но может цвести в любое время года. 
В природе редок. Относится к числу охраняемых видов (второе приложение CITES).

## История описания
Фаленопсис Марии назван в честь жены открывшего его директора ботанического сада Тринити-колледжа в Дублине Ф. В. Барбиджа (F.W. Burbidge (1847—1905)). Им было найдено два растения в 1878 г. в ходе экспедиции по Малайзийскому архипелагу. 
 Видовое описание опубликовано в 1883 г.

## В культуре
Температурная группа — теплая. Для нормального цветения обязателен перепад температур день/ночь в 5-8°С.
Требования к свету: 800—1000 FC, 8608—10760 lx.
Цветоносы многолетние, обрезают их только после естественного усыхания. Цветёт в любое время года.
Общая информация о агротехнике в статье Фаленопсис.

## Первичныегибриды(грексы)
- Espiegle — philippinense х mariae (Marcel Lecoufle) 1984
- Flores Pride — floresensis х mariae (Hou Tse Liu) 2006
- Genesis — gigantea х mariae (Orchid World International Inc.) 1986
- Golden Jewel — mariae х fuscata (Irene Dobkin) 1973
- James Burton — mariae х sumatrana (MAJ Orchids) 1977
- Little Fox — mariae х javanica (Elwood J Carlson) 1985
- Little Leopard — cornu-cervi х mariae (Dr Henry M Wallbrunn) 1973
- Lovely Marie — bastianii х mariae (P. Lippold) 2007
- Macassar — amboinensis х mariae (Oscar Kirsch) 1962
- Maria Balster — mariae х stuartiana (Johannes Werner) 2001
- Mariechan Bach — mariae х reichenbachiana (W. W. G. Moir) 2004
- Marie Linden — mariae х lindenii (W.W.G. Moir) 1975
- Marie’s Delight — mariae х venosa (Dr William Ellenberg (Jemmco Orchids)) 1991
- Marilata — maculata х mariae (John Ewing Orchids, Inc.) 1977
- Merryman — mariae х mannii (Dr Henry M Wallbrunn) 1985
- Rose Marie — mariae х equestris (Oscar Kirsch) 1961
- SIO’s Celebes Sea — celebensis х mariae (Sky Island) 2006
- Talisman — sanderiana х mariae (Lewis C. Vaughn) 1962
- Tigerette — lueddemanniana х mariae (Hausermann’s Orchids Inc) 1974
- Tigress — mariae х fasciata (Lynn M. Dewey) 1970
- Violet Charm — violacea х mariae (Arthur Freed Orchids Inc.) 1971
- Vista Freckles — fimbriata х mariae (G & B Orchid Laboratory (John Ewing Orchids, Inc.)) 1984